# 安德烈·弗洛许茨
安德烈·弗洛许茨（德語：André Florschütz，1976年8月6日—），德国男子雪橇运动员。他曾代表德国参加2006年和2010年冬季奥林匹克运动会雪橇比赛，其中2006年冬季奥运会获得一枚银牌。